# Sacas de presos
Las sacas de presos —mencionados abreviadamente en el argot de la época como «sacas»— son situaciones de violencia ocurridas en las cárceles de diversas partes de España principalmente durante la guerra civil española (1936-1939), aunque tuvieron continuidad durante los primeros años de la dictadura de Francisco Franco.
El procedimiento consistía en la extracción masiva y sistemática de presos de las cárceles con el objeto de ser ejecutados. Las víctimas eran sacadas con criterios globales, militares, religiosos, de estatus social, etc. Estos sucesos fueron de los más controvertidos y polémicos de la guerra civil española, y fueron eventos realizados en ambos bandos. El fenómeno ocurrió principalmente a finales del año 1936. El término «saca» puede provenir del verbo «sacar» o del nombre «saca», como sinónimo de montón o cierta cantidad. Sea como sea, fue una de las formas de violencia empleadas durante la contienda, como lo fueron los paseos y las checas. El precedente fue sin duda la generosa aplicación del asesinato paralegal sin habeas corpus en la forma llamada «ley de fugas».